# ベルント・アイヒンガー
ベルント・アイヒンガー（Bernd Eichinger, 1949年4月11日 - 2011年1月24日）は、ドイツ出身の映画プロデューサー、脚本家、映画監督。

## 来歴
バイエルン州ノイブルク・アン・デア・ドナウ出身。ミュンヘン映画・テレビ大学卒業。1979年に設立されたばかりの映画会社を買収、これが後にコンスタンティン・フィルムとなり、彼は亡くなるまでその代表を務めた。
ドイツ映画界でウォルフガング・ペーターゼンやウーリ・エーデルといった監督と組んでヒット作を送り出し、『ネバーエンディング・ストーリー』で世界にその名を広く知られるようになる。
その後ハリウッドにも進出、『バイオハザードシリーズ』などを制作した。
ドイツ映画賞をはじめドイツ内外の数々の映画賞を受賞したほか、2003年にドイツ連邦共和国功労勲章を、2010年にドイツ映画賞栄誉賞を授与された。
2011年1月24日、ロサンゼルスの自宅で心臓発作を起こし61歳で急死。ミュンヘンのボーゲンハウゼン墓地に埋葬された。
2012年、ドイツ映画協会は彼の功績を記念して“ベルント・アイヒンガー賞”を創設した。

## 主な作品
- まわり道 Falsche Bewegung (1975)
- クリスチーネ・F Christiane F. - Wir Kinder vom Bahnhof Zoo (1981)
- スペースノア Das Arche Noah Prinzip (1983) 共同製作
- ネバーエンディング・ストーリー The NeverEnding Story (1984)
- 薔薇の名前 The Name of the Rose (1987)
- ブルックリン最終出口 Last Exit to Brooklyn (1989)
- サマー・シュプール Fire, Ice and Dynamite (1990)
- バニシングストリート Manta, Manta (1991)
- BODY/ボディ Body of Evidence (1993) 共同製作
- ルナティック・ラブ/禁断の姉弟 The Cement Garden (1993) 製作総指揮
- 愛と精霊の家 The House of the Spirits (1993)
- The Fantastic Four (1994)
- スキャンダラス・クライム Das Mädchen Rosemarie (1996) テレビ映画、脚本・監督も
- 陰謀のシナリオ Smilla's Sense of Snow (1997)
- ノッキン・オン・ヘブンズ・ドア Knockin' on Heaven's Door (1997) 出演
- エクスカリバー Prince Valiant (1997)
- 裸の銃を持つ逃亡者 Wrongfully Accused (1998)
- アム・アイ・ビューティフル? Bin ich schön?  (1998)
- ディアボリーク 悪魔の刻印 Der große Bagarozy (1999) 劇場未公開、脚本・監督も
- アンツ・イン・ザ・パンツ! Harte Jungs (2000)
- アヴァロンの霧 The Mists of Avalon (2001) テレビドラマ
- 名もなきアフリカの地で Nirgendwo in Afrika (2001)
- バイオハザード Resident Evil (2002)
- ヒトラー 〜最期の12日間〜 Der Untergang (2004) 脚本も
- バイオハザードII アポカリプス Resident Evil: Apocalypse (2004) 製作総指揮
- ファンタスティック・フォー ［超能力ユニット］ Fantastic Four (2005)
- 素粒子 Elementarteilchen (2006)
- DOA/デッド・オア・アライブ DOA: Dead or Alive (2006)
- パフューム ある人殺しの物語 Perfume: The Story of a Murderer (2006) 脚本も
- バイオハザードIII Resident Evil: Extinction (2007)
- ファンタスティック・フォー:銀河の危機 Fantastic Four: Rise of the Silver Surfer (2007)
- バーダー・マインホフ 理想の果てに Der Baader Meinhof Komplex (2008) 脚本も
- バイオハザードIV アフターライフ Resident Evil: Afterlife (2010)